# Alexis-François Pison du Galand
Pour les articles homonymes, voir Galand.
Alexis François Pison du Galand ou Galland, né le 23 février 1747 à Grenoble où il est mort le 31 janvier 1826, est un homme politique français.

## Biographie
Avocat à Grenoble, le Tiers état du Dauphiné l'envoie siéger aux états généraux durant la Révolution. Député en 1789, il fut nommé adjoint des communes et il devint le secrétaire provisoire de l'Assemblée constituante. 
Au début de la Révolution, il fut partisan des idées nouvelles, mais fut un homme politique très modéré tout au long de sa carrière.
Chargé, en 1790 et 1791, au nom du comité des domaines, de différents rapports, il présenta le 20 août 1791 un projet de décret sur l'organisation de l'administration forestière destinée à remplacer les maîtrises des eaux et forêts, qui fit l'objet d'une loi-cadre le 29 septembre 1791. 
Il fut élu en 1797 au Conseil des Cinq-Cents , qu’il présida brièvement en 1798 et du Corps législatif de l’Empire, et enfin conseiller à la cour d'appel de Grenoble. 
Entretemps, il exerça jusqu'à sa mort des fonctions judiciaires dans le département de l'Isère.